# Каспари, Давид
Давид Каспари (нем. David Caspari; 5 марта 1648, Кёнигсберг — 28 февраля 1702, Рига) — лифляндский лютеранский теолог, преподаватель и пастор в Риге.
Учился в университетах Кенигсберга, Йены, Виттенберга, Лейпцига, Альтдорфа, Страсбурга, Хельмштедта. Руководил школой при рижском Кафедральном соборе.
Написал: «De fabulosis animalium affectionibus» (Кёнигсберг, 1675—1677), «Politica specialis» (Рига, 1682, нов. изд. 1701), «Collegii Ethici disputationes» (Рига, 1683—1695), «De futuri theologi studiis philologicis et philosophicis» (Росток, 1705), «Theologia moralis» (Росток, 1712) и др.